# 排雪

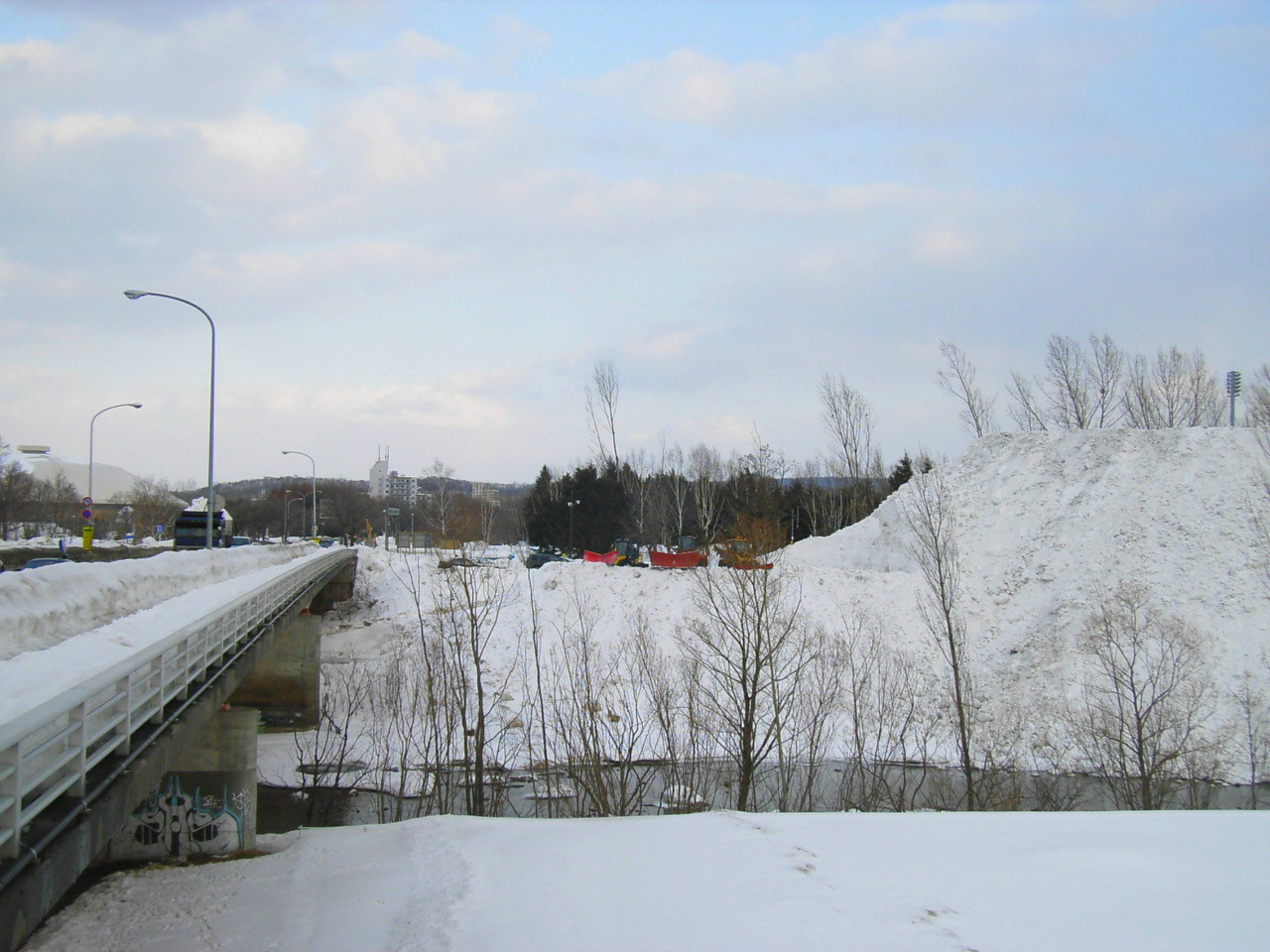
札幌市の雪堆積場

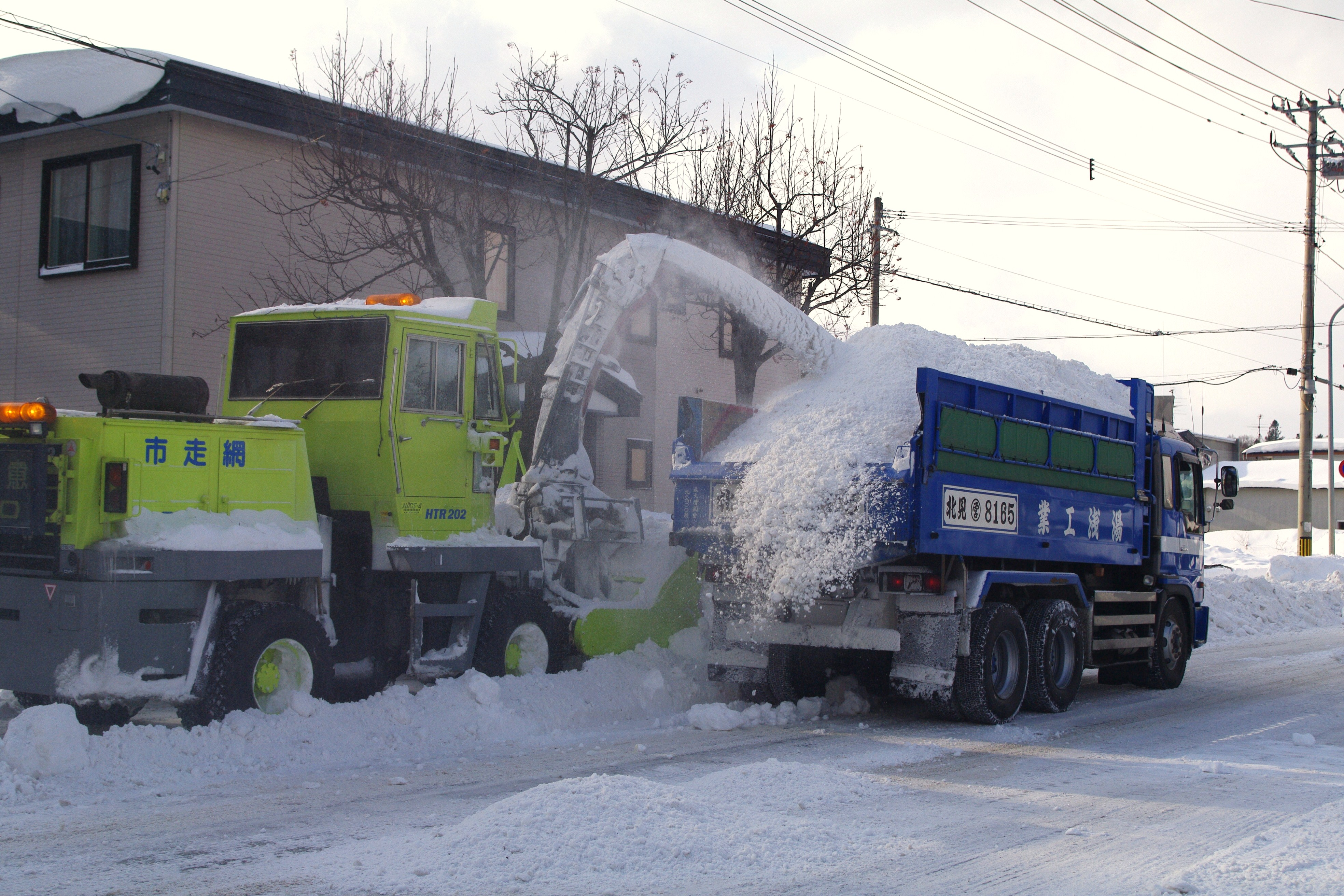
網走市内での運搬排雪作業

排雪（はいせつ）とは、積雪地で除雪や雪下ろしの結果として出てきた雪を邪魔にならない場所に移すことである。

## 概要
周囲に空き地が多い所では排雪はほとんど問題にならないが、特に都市部で深刻な問題になる。
排雪の作業量は、除雪される雪の量と排雪先までの距離によって増大する。除雪の面積が少なければ雪の量も少なく済み、除雪しないと決めた近接地に雪を置けばよい。しかし、除雪の面積を増やすと排雪量は増えるのに、排雪のための用地は逆に減る。除雪を必要とする土地が多く空き地が少ない都市部では、排雪は費用と労力がかかる問題である。
排雪手段としては、運び去って別の場所に下ろすのがもっとも単純な解決策である。馬そりで雪を運んだ時代もあったが、現代はトラックで雪を運ぶ。積雪の多い都市では、行政当局が大きな河川の河川敷などに雪捨て場（雪堆積場）を指定し、市内からの排雪を受け入れる。しかし、一回の往復で運べる雪の量はそう多くないので、排雪先が遠くなればなるほど往復に時間がかかり、ひいては費用も嵩む。
豪雪地の都市では空き地が雪捨て場として有料で貸借される。大規模店舗・施設は、建設時に予め敷地内か近い場所に雪捨て場を用意することが多い。公共用地に無断で雪を捨てる人もおり、他人の土地を勝手に雪捨て場にすることから争いが起きる場合もある。
雪を川に流すことは、河川管理者が禁止していることが多い。雪が流れず川を埋め、水を堰き止めて溢れるからである。しかし、近所の住民の雪捨てが常態化している河川は多く、実際に川の水が溢れることは少なくない。
冬季の流量が多く流速が速いなら、水で流しきることも可能である。地下に流雪溝を設けて道路脇の穴から雪を落とすようにしている場所もある。下水処理場の排水のような比較的温かい水を用いると融雪効果も期待できる。同様に、温水を入れた融雪槽で雪を融かし、融かした水を流すことも行われている。融雪槽にはトラックを受け入れるような大規模なものもあるが、家庭用の融雪機と併用する小型のものもある。